# Clima de Honduras

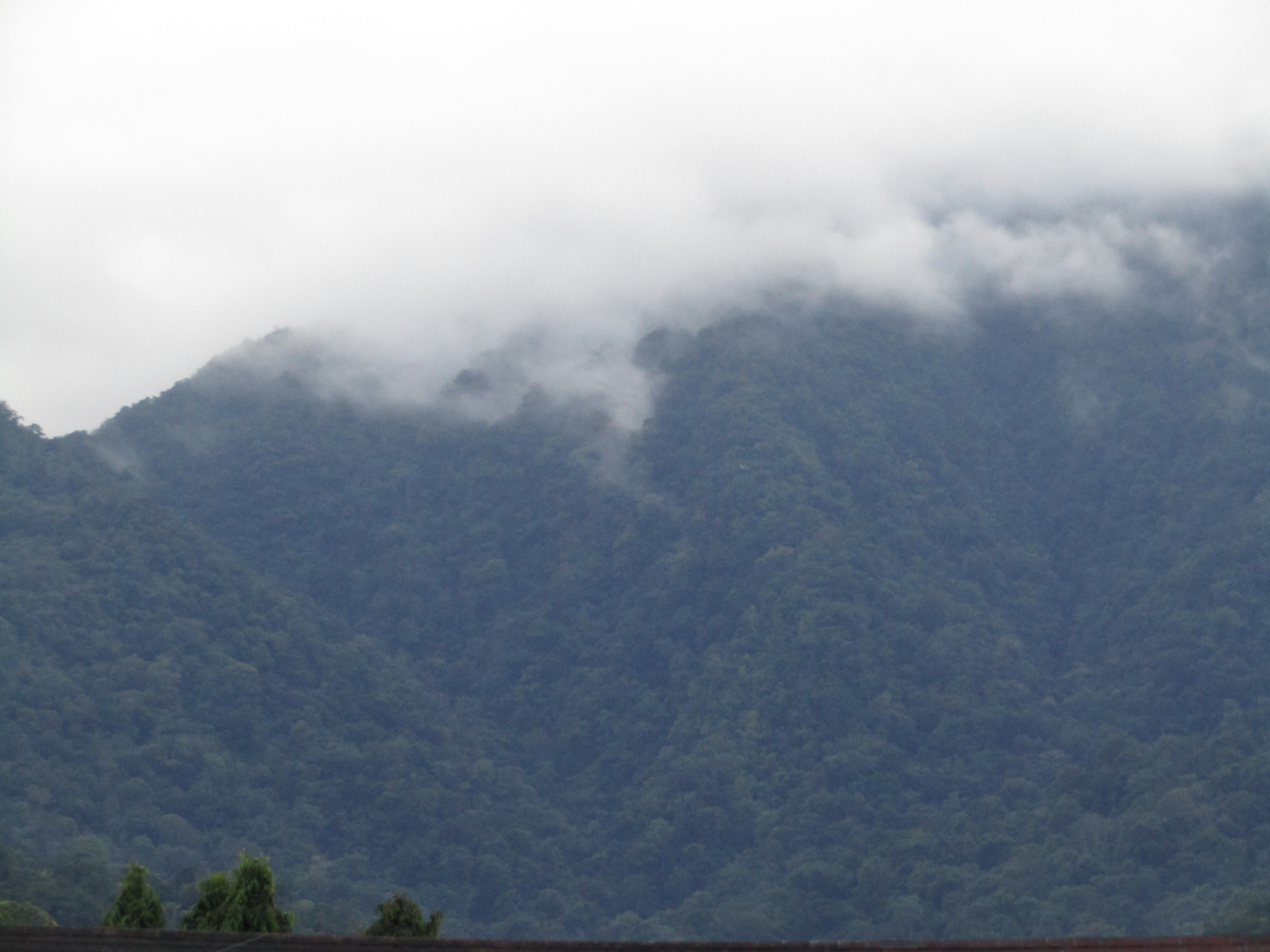
En la costa Norte de Honduras predomina la vegetación Selvática, por ende su clima es húmedo con fuertes temporadas de lluvia.

El clima de Honduras se debe a su posición geográfica tropical, por lo que en los 365 días del año, la cantidad de sol recibida es prácticamente la misma al encontrarse ubicada más cerca del ecuador, aun teniendo un clima tropical, este clima varía en los diversos puntos del país y es influenciado por su cercanía al Caribe y el Pacífico, por su altitud y por su flora.
En Honduras, con raras excepciones, hay dos estaciones claramente secas, que son el invierno y la primavera, que coinciden con la mitad de noviembre hasta alcanzar los  primeros cinco meses del año siguiente. Esto significa que el invierno tropical es seco y a veces muy frío. Y lo mismo ocurre, hasta cierto punto, con la primavera, que suele ser floreada pero de temperatura cálida. Lo común es que de noviembre hasta finales de abril casi nunca llueva. Por eso los torrenciales comienzan, por regla general, en el verano de los “julios”, hasta alcanzar la hermosa época del otoño, en el mes de octubre, en que se siembran las milpas y frijolares de primera y de postrera.

## Estaciones del año
En Honduras, debido a que se encuentra cerca del ecuador, cuenta con dos estaciones o periodos principales, la estación lluviosa y la estación seca. Debido a su posición geográfica, el país no percibe las cuatro estaciones en forma tan marcada como en los países del hemisferio norte.

### Temporada lluviosa
La temporada o estación lluviosa inicia en mayo y concluye en noviembre, es el periodo donde se experimentan las temperaturas más altas y en los meses donde se registran la mayor cantidad de lluvias. Además Honduras se ubica en la posición 33 de los países que más llueve a nivel mundial.
Suele iniciar a finales de abril o principios de mayo con lluvias prolongadas o en algunos casos breves y con la llegada de zompopos de mayo y palomillas a las ciudades. Este periodo lluvioso es vital para la economía del país, para la agricultura y para la captura de agua potable para su uso y conversión en energía eléctrica para las plantas hidroeléctricas. Este periodo se suele llamar el periodo de invierno o la temporada lluviosa.
La canícula o veranillo es la temporada en la que se experimentan las temperaturas más calientes del año, es un periodo de pocas lluvias que se da en la temporada lluviosa, de ahí su nombre veranillo, que suele durar entre cuatro y siete semanas. Regularmente se da entre el 15 de julio y el 15 de agosto de cada año.
La temporada lluviosa suele llamarse invierno, aunque este término suele llevar a confusión ya que el invierno se caracteriza por contar con los días más fríos y en la temporada es donde se registran las temperaturas elevadas.

### Temporada seca
Esta temporada comienza a finales de enero, cuando han cesado las lluvias y la temporada de huracanes, también es llamada como la "temporada fría". Durante este periodo se celebran las dos vacaciones principales en el país. En el inicio de la temporada seca las masas de aire polar procedentes del norte en el ártico llegan al territorio hondureño y es cuando se comienzan a experimentar los frentes fríos que suelen llegar durante toda la temporada hasta los meses de marzo o abril, para luego pasar en mayo a la temporada lluviosa o cálida.

#### Vacaciones en Honduras
En las escuelas y colegios suelen terminar el periodo de clases a inicios de noviembre a la vez que termina la temporada lluviosa, por lo que la mayor parte de la temporada seca no se imparten clases en los colegios y los estudiantes pueden disfrutar la temporada fría y seca entre los meses de noviembre a inicios de febrero. En las universidades suele darse también un receso entre los meses de diciembre a febrero.
Las clases en las escuelas y universidades suelen iniciar en febrero y a finales de marzo o a principios de abril. Cuando el clima vuelve a ponerse cálido y dejan de llegar los frentes fríos al país se celebra una semana de vacaciones inmediatamente después de la primera Luna llena tras el equinoccio de primavera (las fechas pueden variar entre el 22 de marzo y el 25 de abril), esta semana de vacaciones es llamada erróneamente vacaciones de verano, ya que el verano es el periodo con las temperaturas más cálidas y en esta semana de vacaciones suelen presentarse todavía algunos frentes fríos en el país. Esta semana suele coincidir con el feriado llamado las vacaciones de primavera o vacaciones de Semana Santa celebradas en Norteamérica, China, Europa, Japón y otros países más que celebran el fin del invierno y el comienzo de la primavera.
Es de este modo que las dos principales vacaciones en Honduras se celebran en la temporada seca o fría, la primera entre noviembre y enero y la segunda de una semana a finales de marzo o a principios del mes de abril.

## Fenómenos de El Niño y La Niña
En Honduras como en gran parte América Central y Sudamérica, se presenta el fenómeno climático conocido como El Niño-Oscilación del Sur, un ciclo natural global del clima, este ciclo global tiene dos extremos: una fase cálida conocida como El Niño y una fase fría, precisamente conocida como La Niña. El paso de un extremo al otro se ve influido por una estrecha relación entre la temperatura de la superficie del mar y los vientos.

### El Niño
El Niño es un fenómeno meteorológico, erráticamente cíclico (Strahler habla de ciclos entre tres y ocho años), es también llamado fase cálida o El niño. Este se presenta cuando la intensidad de los alisios disminuye y las temperaturas superficiales del mar aumentan, es cuando comienza la fase cálida o El Niño.
El fenómeno de El Niño consiste en un cambio en los patrones de movimiento de las corrientes marinas en la zona intertropical, provocando, en consecuencia, una superposición de aguas cálidas procedentes de la zona del hemisferio norte inmediatamente al norte del ecuador sobre las aguas de emersión muy frías. Esta situación provoca estragos a escala zonal (en la zona intertropical) debido a las intensas lluvias, afectando principalmente a América del Sur, tanto en las costas atlánticas como en las del Pacífico, especialmente, en estas últimas. Esto se debe a una irrupción ocasional de aguas superficiales cálidas en el Pacífico junto a las costas de Perú y Ecuador debida a inestabilidades de presión atmosférica entre el Pacífico oriental y occidental cercano al ecuador, supuesto causante de anomalías climáticas.
El nombre científico del fenómeno es Oscilación del Sur El Niño (El Niño-Southern Oscillation, ENSO, por sus siglas en inglés). Es un fenómeno explicado por el movimiento de rotación terrestre y, en consecuencia, por el desplazamiento de las mareas del hemisferio norte al hemisferio sur, siempre dentro de la zona intertropical. Durante este periodo se presentan menos lluvias y suele beneficiar aparte del sector agrícola, al sector de construcción y el de turismo.

### La Niña
La Niña o la fase fría del fenómeno, comienza cuando se presenta un régimen de vientos alisios fuertes desde el este y las temperaturas ecuatoriales se enfrían.
Cualquiera de ambas condiciones se expanden y persisten sobre las regiones tropicales por varios meses y causan cambios notables en las temperaturas globales y especialmente en los regímenes de lluvias a nivel global. Dichos cambios se suceden alternativamente en períodos que varían promedialmente de los cinco a los siete años y se tienen registros de su existencia desde épocas prehispánicas. Este periodo suele beneficiar al sector ganadero y a gran parte del sector agrícola, ayudando así también a la recolección de agua de lluvia para su conversión en agua potable.

## Evolución climática en Honduras
La estación seca en Honduras inicia en noviembre, las lluvias cesan y comienza la temporada fría, las noches comienzan a hacerse más largas y los días más cortos. A finales de diciembre se da el solsticio de invierno, donde ocurre la noche más larga del año, a finales de marzo ocurre el equinoccio de primavera donde el día y la noche vuelven a tener la misma duración.
En mayo finaliza la temporada seca e inicia la temporada lluviosa y los días comienzan a durar más que la noche, a finales de junio se da el Solsticio de verano donde ocurre el día más largo del año, posteriormente llega el equinoccio de otoño a finales de septiembre donde el día y la noche vuelven a tener la misma duración y en noviembre vuelve a iniciar la temporada seca.
Aunque Honduras se encuentra en el hemisferio norte, no necesita contar con horario de verano ya que se encuentra cerca del ecuador y la diferencia entre la cantidad de luz solar recibida en el día más largo (21 de junio) y el día más corto (21 de diciembre) no es tan grande como para ocupar cambios de horario.

### Solsticio y equinoccio
El solsticio de verano ocurre durante la etapa seca en Honduras, en esta fecha inicia el invierno en el hemisferio norte y es el inicio del verano en el hemisferio sur. El solsticio de invierno en Honduras ocurre durante la temporada lluviosa, es el inicio del verano en el hemisferio norte y del invierno en el hemisferio sur.
El equinoccio de primavera en Honduras ocurre durante la temporada seca, en el hemisferio norte es el inicio de la primavera y en el hemisferio sur es el inicio del otoño. El equinoccio de otoño en Honduras ocurre durante la temporada lluviosa, es el inicio del otoño en el hemisferio norte y de la primavera en el hemisferio sur.
El día más corto en Honduras y en el hemisferio norte ocurre entre los días 21 y 22 de diciembre. Así también cuando se presenta el día más largo en Honduras entre los días 20 y 21 de junio en el hemisferio sur se presenta el día más corto.

## Galería

Paisajes bioclimáticos de Honduras
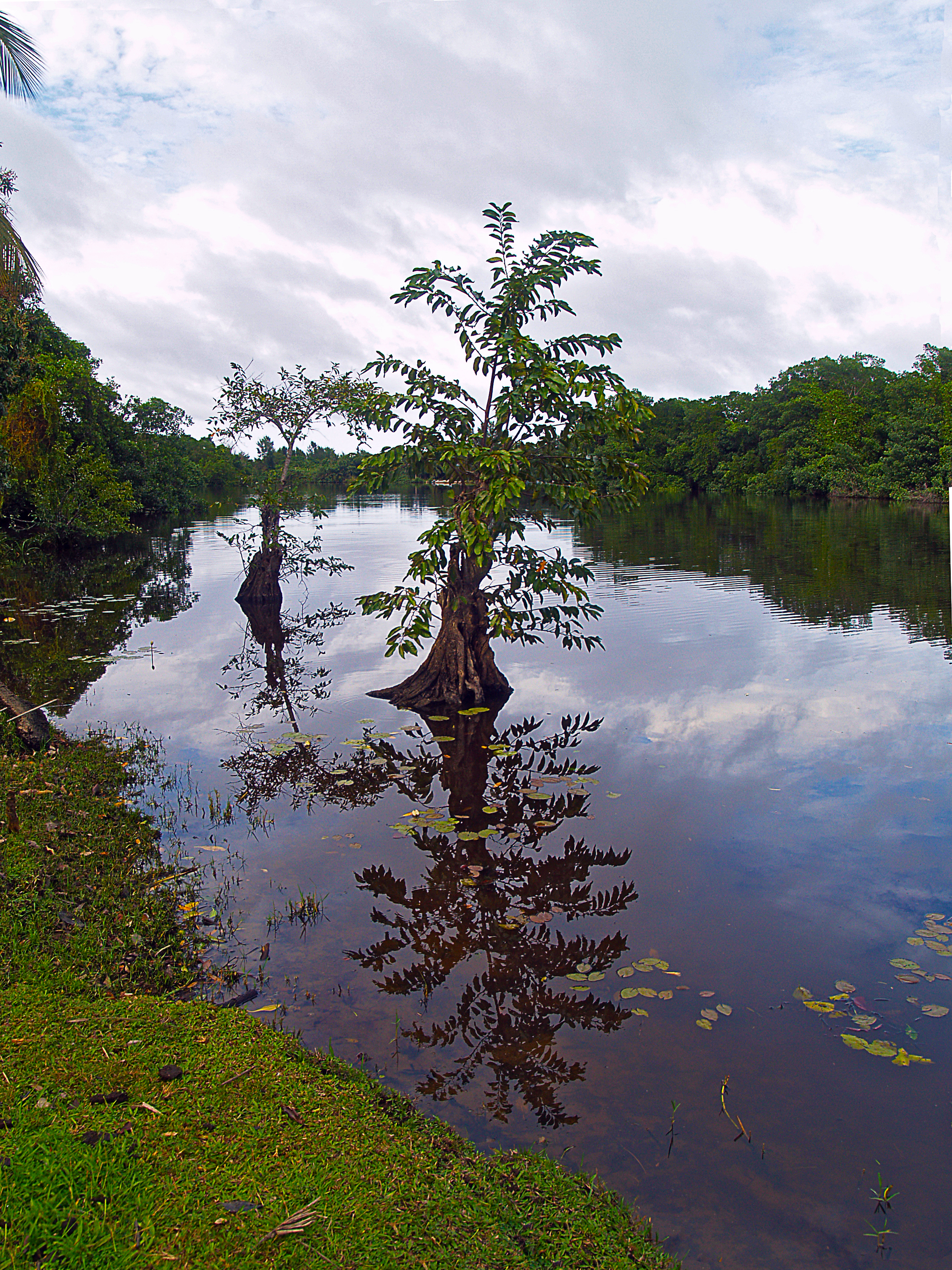
Humedal Parque Nacional Punta Izopo
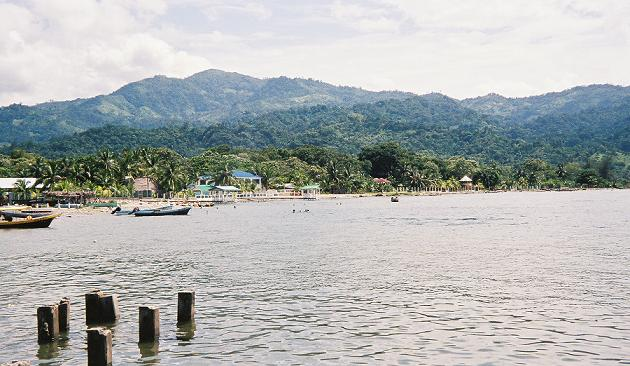
Ecuatorial Af Omoa
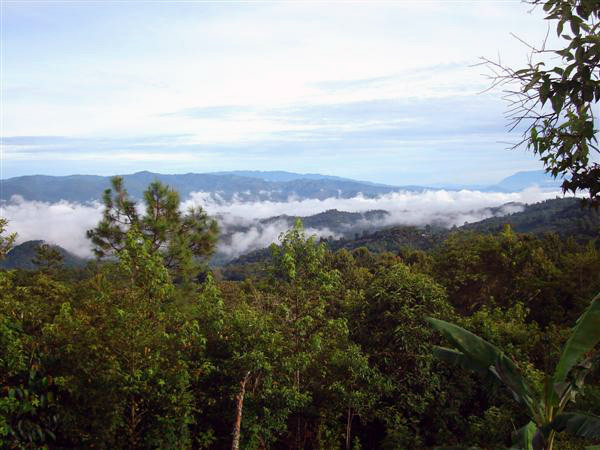
Bosque laurifolio La Paz
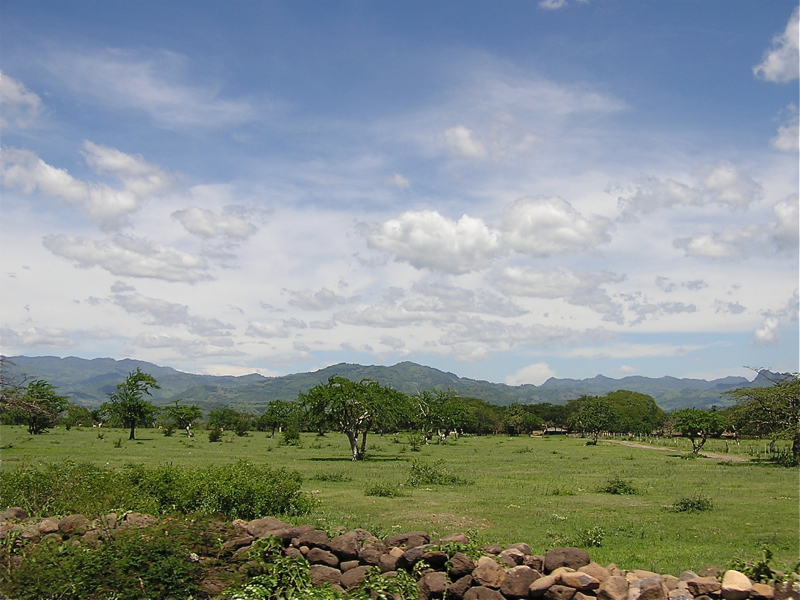
Bosque seco Choluteca
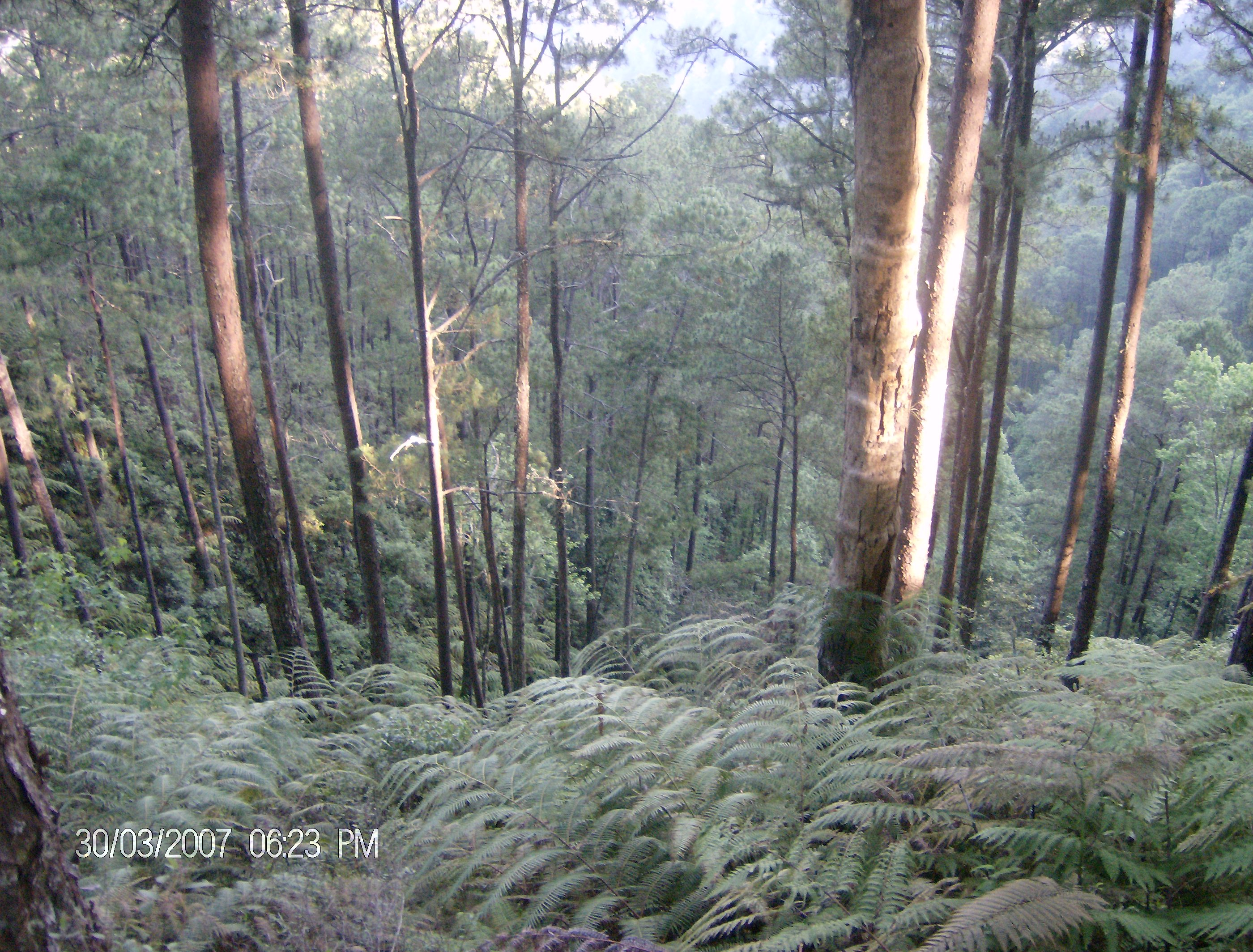
Monzónico Am Parque nacional Cusuco
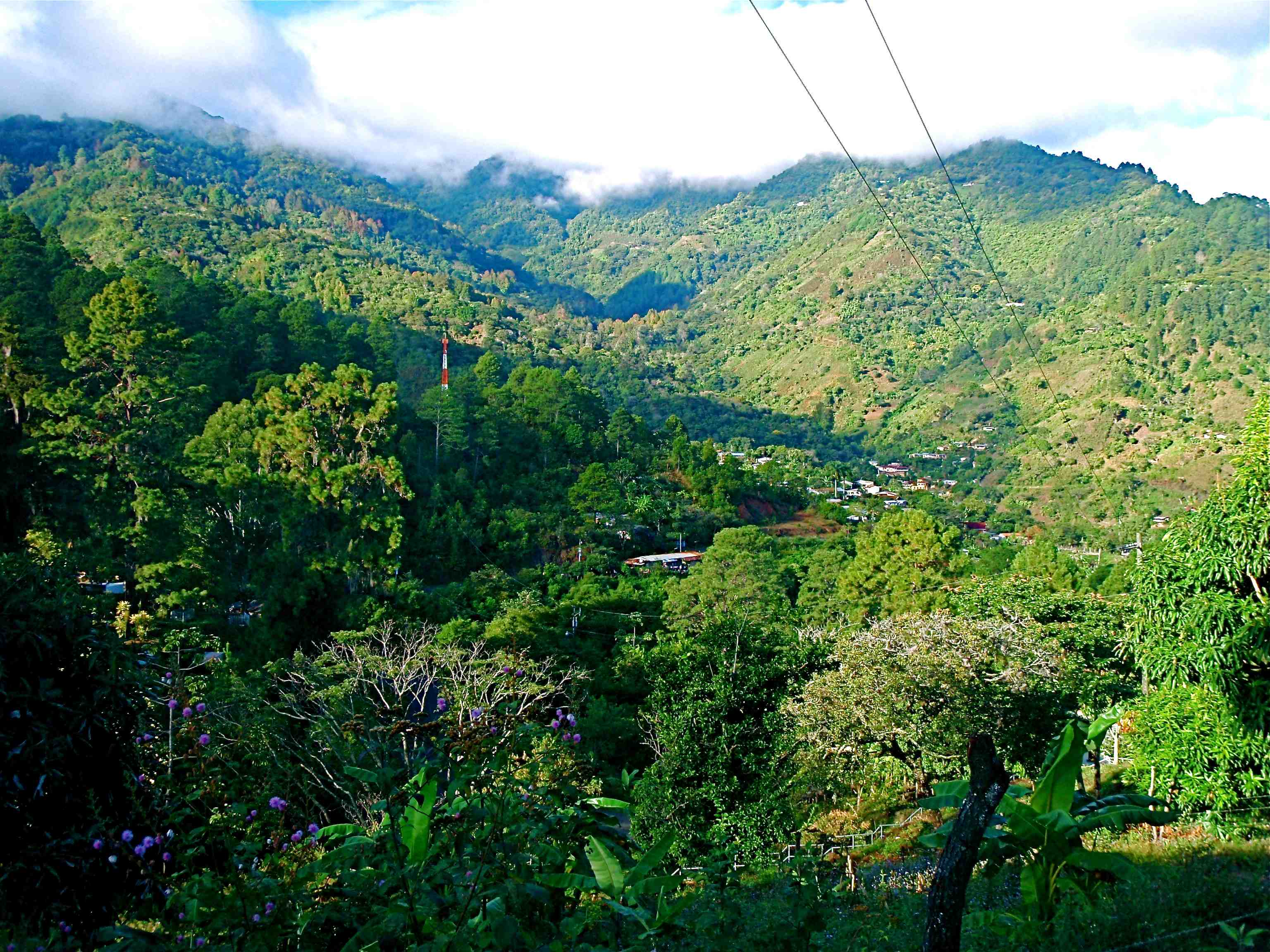
Sabana As Tegucigalpa.
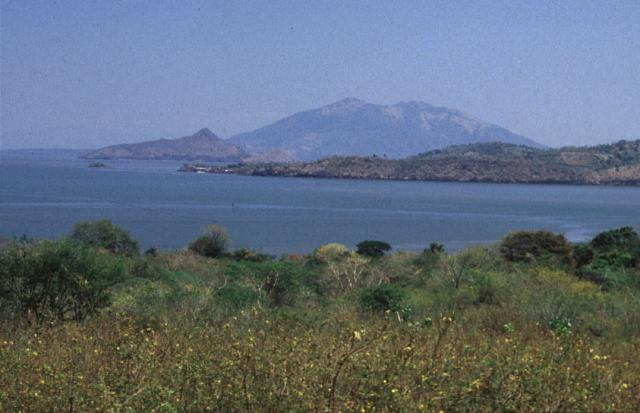
Manglar Isla Zacate Grande